# Discografia dei No Devotion
La discografia dei No Devotion, gruppo musicale gallese attivo dal 2014, si compone di due album in studio e sei singoli.

## Album in studio
| Anno | Dettagli | Classifiche | Classifiche | Classifiche | Classifiche | Classifiche | Classifiche | Classifiche | Classifiche |
| Anno | Dettagli | US          | AUS         | CAN         | GER         | IRL         | MEX         | SCO         | UK          |
| ---- | --- | ----------- | ----------- | ----------- | ----------- | ----------- | ----------- | ----------- | ----------- |
| 2015 | Permanence - Pubblicato: 25 settembre 2015 - Etichetta: Collect Records - Formati: CD, LP, download digitale | 33          | -           | -           | -           | -           | -           | 20          | 120         |
| 2022 | No Oblivion - Pubblicato: 16 settembre 2022 - Etichetta: Equal Vision/Velocity - Formati: CD, LP             |             |             |             |             |             |             |             |             |

## Singoli
| "Stay"                                                                                | 2014 | 1 | 49 | Permanence |
| "10,000 Summers"                                                                      | 2014 | — | —  | Permanence |
| "Addition"                                                                            | 2015 | — | —  | Permanence |
| "-" Indica un comunicato che non grafico o non è stato rilasciato in quel territorio. |      |   |    |            |

## Video musicali
| Titolo               | Anno | Regista                     |
| -------------------- | ---- | --------------------------- |
| "Permanent Sunlight" | 2015 | Liza de Guia & Geoff Rickly |